# Javier Sanguinetti
Javier Esteban Sanguinetti (Lomas de Zamora, 8 gennaio 1971) è un allenatore di calcio ed ex calciatore argentino, di ruolo difensore, tecnico del Sarmiento (J).

## Carriera
Ha giocato la sua prima partita il 6 aprile 1991 nella seconda divisione contro Deportivo Morón. Fu parte della squadra che ha riuscito ad accedere alla prima divisione nel 1993.
Sanguinetti si è trasferito al Racing Club per l'edizione 1993-1994 del campionato nazionale, ed è ritornato a Banfield l'anno seguente. Banfield è retrocesso in seconda divisione nel 1997, ed è tornato nella massima categoria nel 2001.
È, con 486 gare complessive, il giocatore con più presenze nella storia del Banfield.
Nel maggio del 2008, Sanguinetti ha annunciato il ritiro dopo la stagione 2007-2008, e la sua ultima partita è stata contro il River Plate.

## Palmarès

### Giocatore

#### Competizioni nazionali
- Primera B Nacional: 1

Banfield: 2000-2001